# Tvilipparna (Ödeborgs socken, Dalsland)
Tvilipparna är en sjö i Färgelanda kommun i Dalsland och ingår i Örekilsälvens huvudavrinningsområde.